# Ludlow (Anglia)
Ludlow egy vásárváros az angliai Shropshire grófságban, közel a walesi határhoz, a Teme folyó egyik kanyarulatában. Lakossága a 2001-es népszámlálási adatok szerint 10 500 fő.

## Nevének eredete
A várost Lodelowe-ként (walesi nyelven Llwydlo) ismerték az 1138-as évet megelőzően. Valószínűleg a hlud (jelentése morajló vizek) és a hlaw (jelentése domb) szavakból származik.

## Története
Ludlowt a 11. században alapították, amikor megépült a város felé emelkedő dombon vára (Ludlow Castle), melynek romjai ma is láthatók. A városról a Domesday Book is említést tesz. A középkor során a várban székelt a walesi és mocsárvidéki tanács valamint több walesi hercegnek volt otthona. A város falai 1233-ban épültek fel és a 15. századtól kezdődően vásártartási jogot is kapott (minden hét csütörtökén). A vidék egyik legfontosabb gyapjú- és kelmekereskedő központja volt. A vár leghíresebb lakója Aragóniai Katalin volt (VIII. Henrik első felesége) és lánya Tudor Mária. Az 1640-es évektől kezdődően, a gyapjúkereskedelem visszaesésének köszönhetően a város hanyatlásnak indult, amit tetőzött a Walesi tanács kiköltöztetése is. A város az 1760-as évektől kezdődően indult ismét fejlődésnek. A vár jelenleg is magántulajdonban van, színielőadások, különféle programok helyszíne. A város fekvésének köszönhetően (számtalan út találkozási pontja miatt) jelentős kereskedelmi központ, gyakori vásárokkal, amelyek a mai napig is a főtéren zajlanak (Castle square).

## A város
Ludlowt egyes útikönyvek Anglia legszebb településének titulálják és joggal. Két folyó találkozása adja a keretet, ami egy dombot ölel át. A városban összefüggő 11-12. századi házsorok találhatók, a legtöbbje kitűnő állapotra restaurálva, mai napig működőképesen (szállodák, fogadók, üzletek). A Szent Lőrinc-templom körzetében a városszerkezet évszázadok óta változatlan. A központ a Castle square és innen nyílnak az ősi házakkal szegélyezett utcák (Church street, Mill street és egy kicsit odébb a meredek Broad street.
Ludlowt emiatt is „öregek városának” is tartják és bár a város erősen konzervatív képet mutat, de a sok fiatal (több alsó- és középiskola) ellentmond ennek. Annyi azonban bizonyos: este itt nem folyik nagy élet, minden elcsendesedik, csak a pubokban, éttermekben zajlik a mulatság.
Különlegessége Ludlownak, hogy sok magyar lakik itt, mert a közeli Pető-módszert (mozgássérülteket kezelő) alkalmazó létesítményben a vezető konduktorok magyarok. Nem beszélve arról, hogy a budapesti Pető-módszert tanító második felsőfokú intézmény is a közelben, Birminghamban található. Ezt még a néhai Diana hercegnőnek köszönheti Anglia.
Ludlowban lakott és itt tanított két évig 2006–2008 között a Pető Intézet, 2009 június 1-jén, tragikus körülmények között elhunyt konduktora Szarvas Rita és kisfia Buslig-Szarvas András (az AF 447-es Rio–Párizs járatának áldozatai, amikor Szarvas Rita Rióban tanította az ottani szakembereket). Emléküket őrzi Andris iskolája, ahol emlékfát ültettek az emlékére (Sandpits road-i Ludlow Infant School) és minden évben megemlékeznek az elhunytakról. A Szent Lőrinc-templom mellett lévő Church Inn pubban pedig falikép őrzi az emlékét annak, hogy ez volt az Andris és édesapja törzshelye.

## Közlekedés
A város autóval az A49-es főúton közelíthető meg (észak-déli irány), illetve kelet (Birmingham–Kidderminster) felől a 456-os és 4117-es úton. A város tehermentesítésére 1979-ben egy kerülőutat építettek. A város vasúton Londonból (Paddington pályaudvarról) newporti átszállással, valamint a London Marylebone pályaudvarról Kidderminsterig közvetlen vonattal, onnan busszal és észak felől pedig Shrewsbury felől közelíthető meg a Walesi határvidék vasútvonalon.